# Clay County (Nebraska)
Das Clay County ist ein County im US-Bundesstaat Nebraska. Der Verwaltungssitz (County Seat) ist Clay Center, das nach seiner zentralen Lage im County benannt wurde.

## Geographie
Das County liegt im Südosten von Nebraska, ist im Süden etwa 40 km von Kansas entfernt und hat eine Fläche von 1485 Quadratkilometern, wovon 1 Quadratkilometer Wasserfläche ist. Es grenzt an folgende Countys:
|              | Hamilton County |                 |
| Adams County |                 | Fillmore County |
|              | Nuckolls County |                 |

## Geschichte

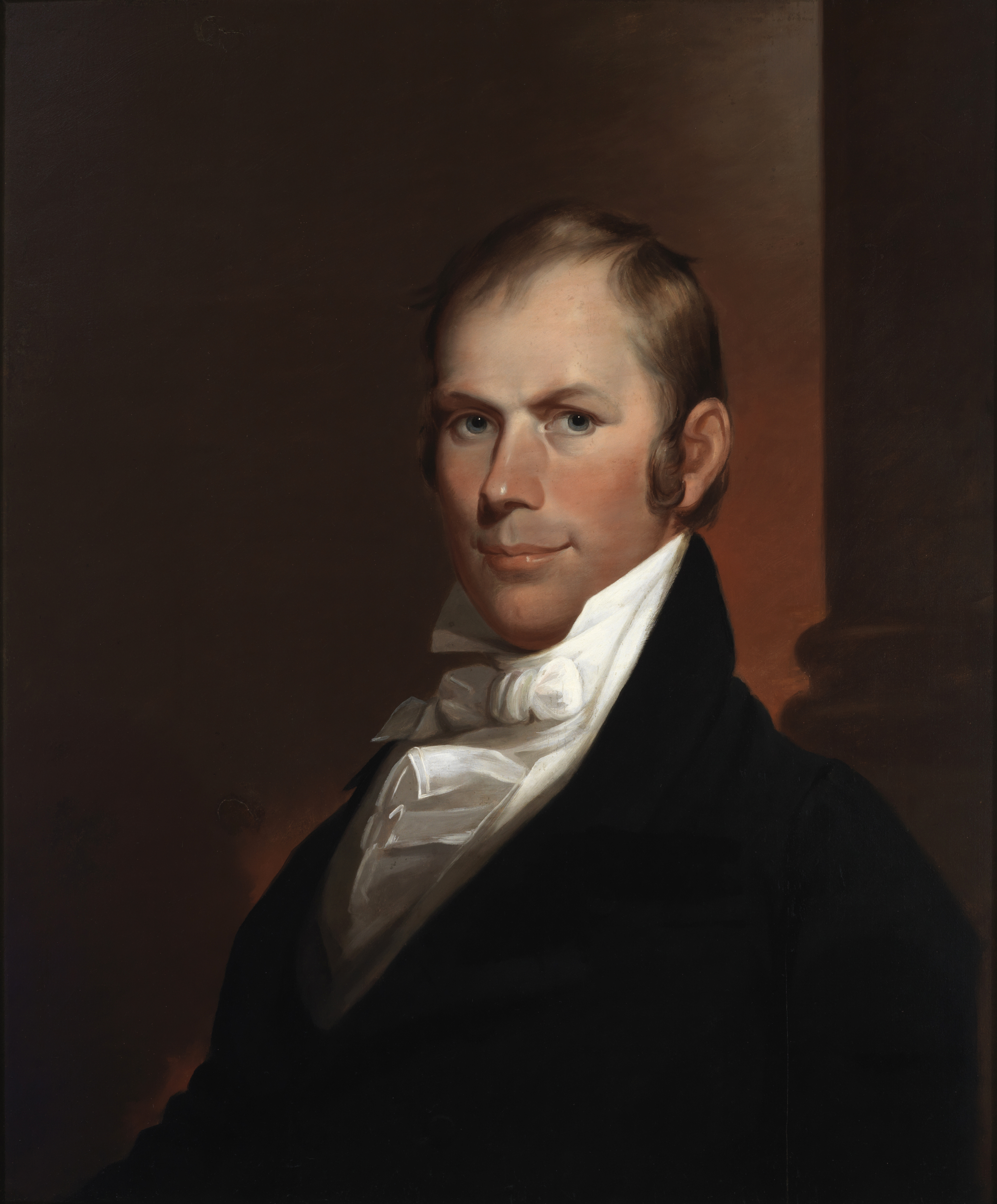
H. Clay

Das Clay County wurde 1855 auf ehemaligem Indianerland gebildet. Benannt wurde es nach Henry Clay (1777–1852), einem US-amerikanischen Politiker, Mitglied des Repräsentantenhauses und des Senats sowie Außenminister.

Sieben Bauwerke und Stätten des Countys sind im National Register of Historic Places eingetragen (Stand 10. Februar 2018).

## Demografische Daten

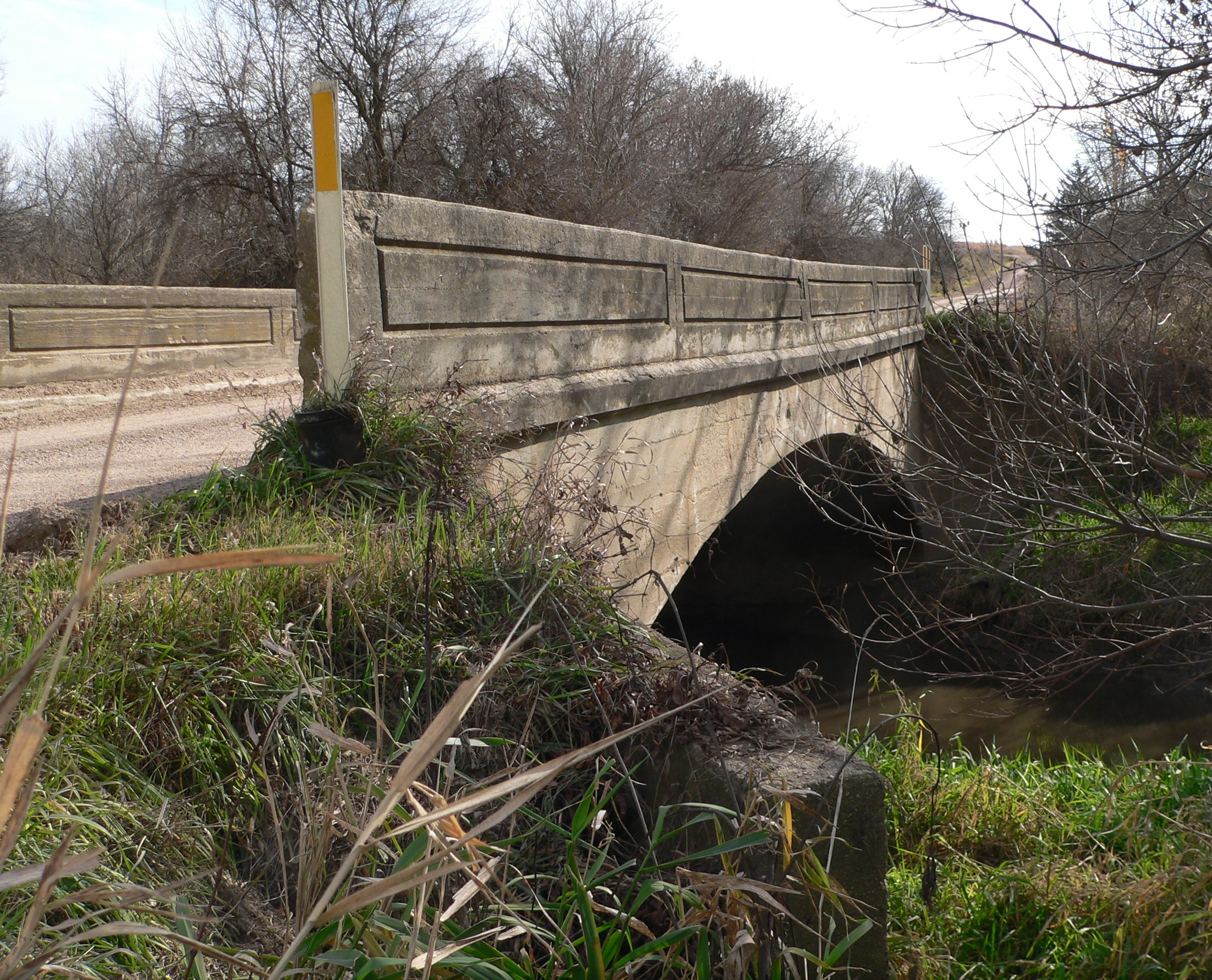
Deering Bridge, gelistet im NRHP

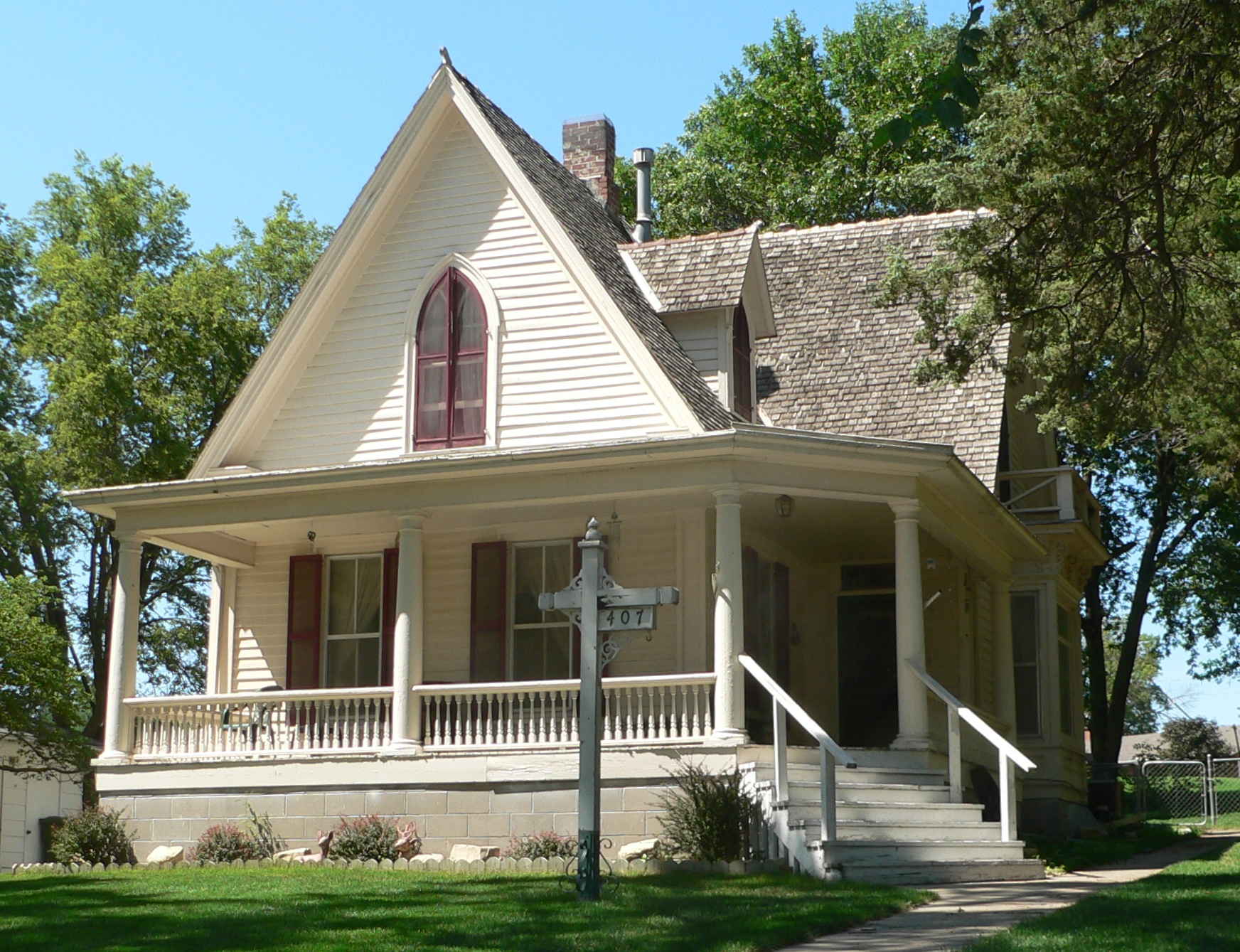
Isaac Newton Clark House, gelistet im NRHP

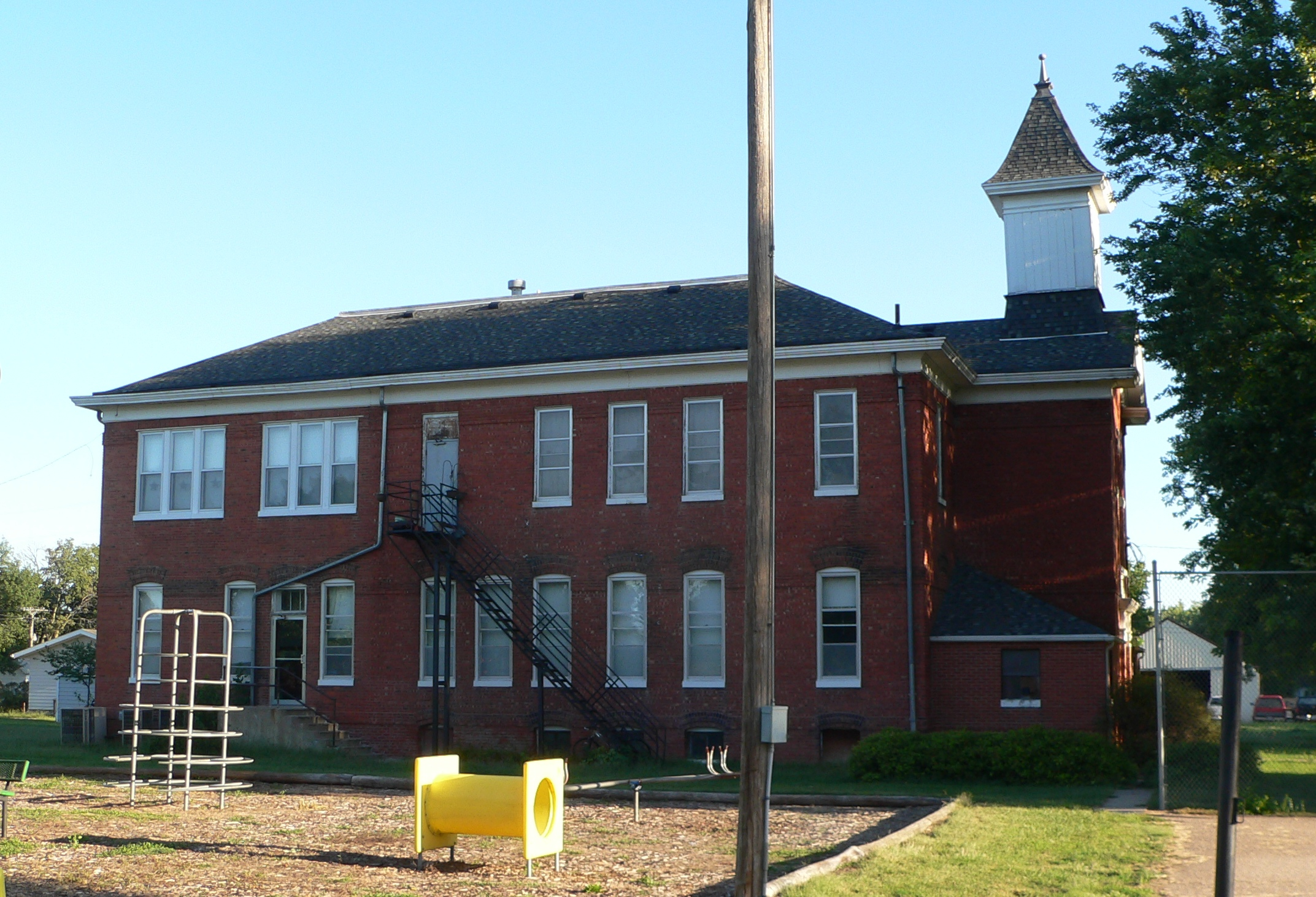
Glenville School, gelistet im NRHP

Nach der Volkszählung im Jahr 2000 lebten im Clay County 7039 Menschen in 2756 Haushalten und 1981 Familien. Die Bevölkerungsdichte betrug 5 Einwohner pro Quadratkilometer. Ethnisch betrachtet setzte sich die Bevölkerung zusammen aus 97,57 Prozent Weißen, 0,17 Prozent Afroamerikanern, 0,31 Prozent amerikanischen Ureinwohnern, 0,30 Prozent Asiaten und 1,24 Prozent aus anderen ethnischen Gruppen; 0,41 Prozent stammten von zwei oder mehr Ethnien ab. 3,48 Prozent der Bevölkerung waren spanischer oder lateinamerikanischer Abstammung, die verschiedenen der genannten Gruppen angehörten.
Von den 2756 Haushalten hatten 32,9 Prozent Kinder und Jugendliche unter 18 Jahre, die bei ihnen lebten. 63,7 Prozent waren verheiratete, zusammenlebende Paare, 5,5 Prozent waren allein erziehende Mütter, 28,1 Prozent waren keine Familien, 25,7 Prozent waren Singlehaushalte und in 13,1 Prozent lebten Menschen im Alter von 65 Jahren oder darüber. Die Durchschnittshaushaltsgröße lag bei 2,52 und die durchschnittliche Familiengröße bei 3,03 Personen.
Auf das gesamte County bezogen setzte sich die Bevölkerung zusammen aus 27,3 Prozent Einwohnern unter 18 Jahren, 5,9 Prozent zwischen 18 und 24 Jahren, 25,3 Prozent zwischen 25 und 44 Jahren, 23,6 Prozent zwischen 45 und 64 Jahren und 18,0 Prozent waren 65 Jahre alt oder darüber. Das Durchschnittsalter betrug 40 Jahre. Auf 100 weibliche kamen statistisch 95,1 männliche Personen. Auf 100 Frauen im Alter von 18 Jahren oder darüber kamen statistisch 95,0 Männer.

Das jährliche Durchschnittseinkommen eines Haushalts betrug 34.259 USD, das Durchschnittseinkommen der Familien betrug 39.541 USD. Männer hatten ein Durchschnittseinkommen von 28.321 USD, Frauen 19.870 USD. Das Prokopfeinkommen betrug 16.870 USD. 8,5 Prozent der Familien und 10,4 Prozent der Bevölkerung lebten unterhalb der Armutsgrenze. Davon waren 13,4 Prozent Kinder oder Jugendliche unter 18 Jahre und 6,6 Prozent waren Menschen über 65 Jahre.

## Städte und Gemeinden
| Citys - Clay Center - Edgar - Fairfield | 0 - Harvard - Sutton | Villages - Deweese - Glenvil - Ong | 0 - Saronville - Trumbull1 |

Unincorporated Community
- Inland

1 – teilweise im Adams County

Townships
- Edgar Township
- Eldorado Township
- Fairfield Township
- Glenvil Township
- Harvard Township
- Inland Township
- Leicester Township
- Lewis Township
- Logan Township
- Lone Tree Township
- Lynn Township
- Marshall Township
- School Creek Township
- Sheridan Township
- Spring Ranch Township
- Sutton Township